# Canthon bimaculatus
Canthon bimaculatus är en skalbaggsart som beskrevs av Schmidt 1922. Canthon bimaculatus ingår i släktet Canthon och familjen bladhorningar. Inga underarter finns listade.